# Copestylum lentum
Copestylum lentum är en tvåvingeart som beskrevs av Samuel Wendell Williston  1887. Copestylum lentum ingår i släktet Copestylum och familjen blomflugor. Inga underarter finns listade i Catalogue of Life.